# الامالی (طوسی)
الأمالی، نوشته شیخ طوسی. این اثر شامل روایاتی است که او در نجف طی جلسات منظمی برای شاگردان خود املاء می‌کرده‌است. او در زمانی که حوزه نجف در سال ۴۴۸ هجری از رونق افتاده بود انجام شد و شیخ طوسی آن را احیاء کرد و شروع به تربیت شاگردان در آن حوزه علمیه نمود. این کتاب دارای ۱۵۳۷ روایت است که در ۴۶ مجلس تنظیم شده‌است.

## مجالس
اولین مجلس کتاب در سال ۴۵۵ (قمری) و آخرین آنها در سال ۴۵۸ (قمری) بوده‌است و از مجلس ۱۹ تا پایان کتاب روزهای جمعه بوده که تاریخ دقیق آنها در ابتدای هر مجلس ذکر شده‌است.

## اساتید
از جمله استادان شیخ طوسی در این کتاب می‌توان به افراد زیر اشاره نمود:
- شیخ مفید در مجلس‌های ۱ تا ۹ و ۴۵
- ابومفضل شیبانی در مجلس‌های ۱۶ تا ۳۲، که مجلس‌هایی کوتاه و مختصر است
- ابن صلت اهوازی در مجلس‌های ۴ و ۱۲ و ۴۱ تا ۴۴
- ابن غضائری در مجلس‌های ۱۵ و ۳۲ و ۳۳ و ۳۴ و ۳۸ و ۴۰
- حسین بن ابراهیم قزوینی در مجالس ۳۵ تا ۳۸
- ابن شاذان قمی در مجالس ۳۸ و ۴۲